# Estación de Pitis
Pitis es una estación de ferrocarril de carácter intermodal situada en el municipio español de Madrid, en la Comunidad de Madrid. La estación constituye un nudo ferroviario en el que se bifurcan las líneas Madrid-Hendaya y Pitis-Hortaleza, lo que le confiere un importante tráfico de pasajeros y mercancías. Además, cuenta con una estación del Metro de Madrid. En el complejo de Pitis confluyen la línea 7 de Metro y las líneas C-7 y C-8 de Cercanías Madrid, enlazándolas a través de un transbordo. Además de los servicios ferroviarios y de Metro, las instalaciones cuentan con conexiones de autobús urbano.

## Situación ferroviaria
Las instalaciones de Adif, situadas a 663 metros de altitud, forman parte de los siguientes trazados:
- Línea férrea de ancho ibérico Madrid-Hendaya, punto kilométrico 6,2.[1]
- Línea férrea de ancho ibérico Pitis-Hortaleza, punto kilométrico 12,7.[1]

En el caso de ambas líneas el tramo es de vía doble electrificada.

## Historia
La estación de ferrocarril de Pitis se inauguró en los primeros meses de 1964, tras la puesta en servicio de la línea de circunvalación que conectaba el norte de Madrid con la línea Madrid-Hendaya a través del Monte de El Pardo, para lo cual se había construido una nueva estación de enlace en el Pinar de Las Rozas. Este proyecto, iniciado ya durante los tiempos de la II República y paralizado durante la guerra civil española, fue paralelo a la construcción de otros ferrocarriles de contorno para mercancías en la ciudad de Madrid y del nuevo ferrocarril Madrid-Burgos, cuya terminal, Madrid-Chamartín, estaría ubicada al norte de la ciudad. La línea procedente del Pinar de Las Rozas se bifurca en Pitis por un lado hacia Chamartín y por otro hacia la estación de Fuencarral, ya en la línea Madrid-Burgos. Con los años la estación quedó relegada a apeadero, suprimiéndose incluso el servicio de viajeros en 1996 hasta que, años después, se reactivó con motivo de la prolongación hasta allí de la línea 7 del metro de Madrid, cuyo tramo Valdezarza-Pitis se inauguró el 29 de marzo de 1999, con ocasión de lo cual la estación fue remodelada.

## La estación

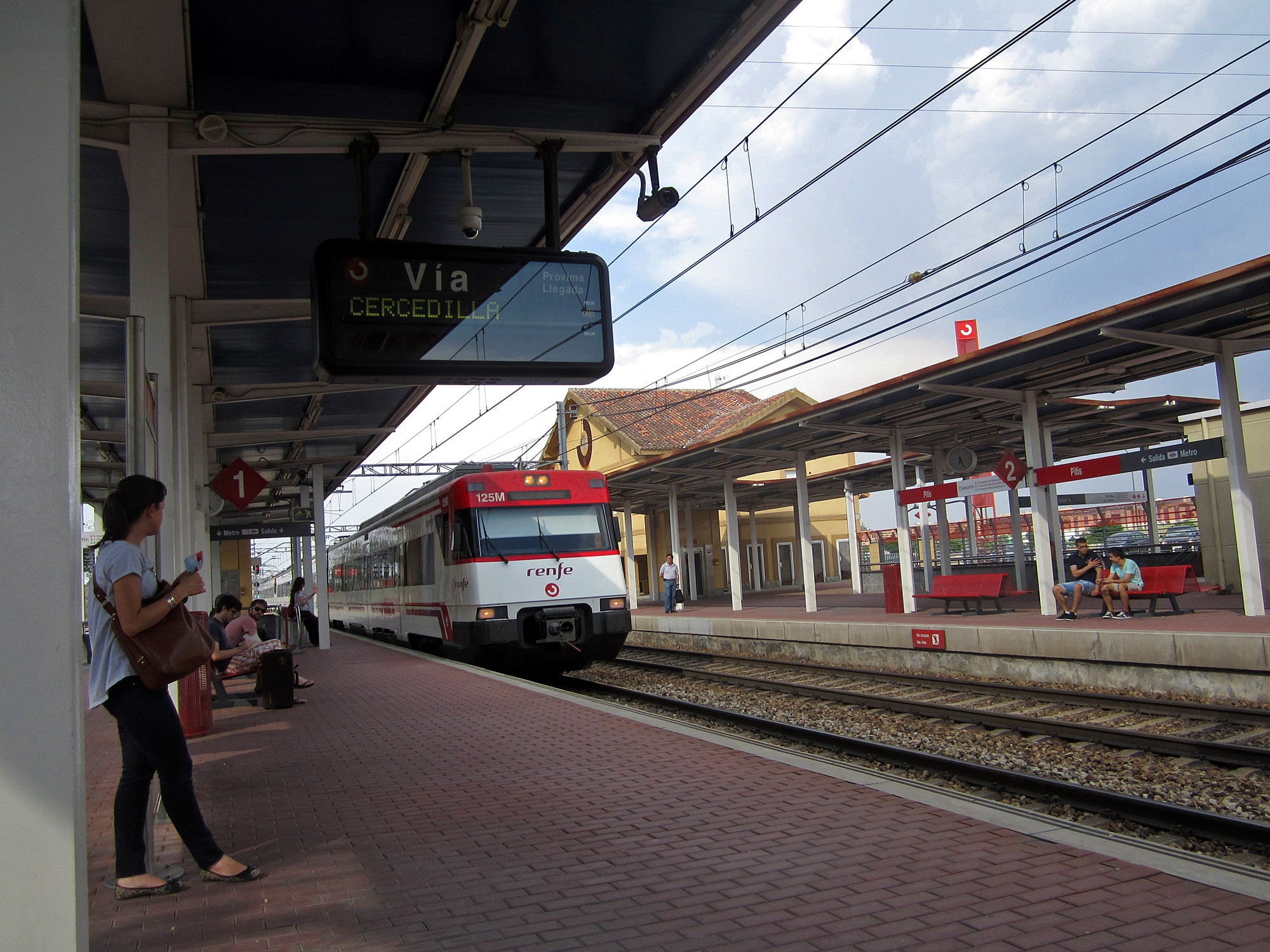
Tren de Cercanías llegando a la estación de Pitis (2013).

La estación está situada en la intersección de las calles María Casares y Gloria Fuertes, en el área residencial de Arroyo del Fresno que forma parte del barrio de Mirasierra (distrito Fuencarral-El Pardo) y durante algunos años no existió ninguna edificación alrededor, ya que el desarrollo urbanístico al que sirve vio retrasada su ejecución respecto a las previsiones iniciales.
La estación de metro tuvo hasta el 1 de mayo de 2018 un horario restringido de 6:35 a 22:10, saliendo el último tren con destino Pitis de Estadio Metropolitano a las 21:53. A partir de esa hora, y hasta el cierre nocturno del Metro y del Cercanías, pasaba a ser cabecera la vecina estación de Lacoma para la línea 7. De la misma manera, a partir de esa hora los trenes de cercanías pasantes no efectuaban parada en la estación.

## Accesos
Vestíbulo Pitis (común Metro-Cercanías Renfe)
- Gloria Fuertes C/ Gloria Fuertes, 181
- Ascensor C/ Gloria Fuertes, s/n

## Servicios ferroviarios

### Media distancia
Los trenes regionales de Renfe unen la estación con Madrid, Ávila y Segovia.
| Línea | Trenes   | Origen  | Destino       |
| ----- | -------- | ------- | ------------- |
| 51    | Regional | Ávila   | Madrid-Atocha |
| 53    | Regional | Segovia | Madrid-Atocha |

### Cercanías
| procedencia/destino                             | < estación | Línea | estación >                 | destino/procedencia |
| ----------------------------------------------- | ---------- | ----- | -------------------------- | ------------------- |
| Príncipe Pío                                    | Las Rozas  |       | Mirasierra - Paco de Lucía | Alcalá de Henares   |
| Cercedilla                                      | Pinar      |       | Mirasierra - Paco de Lucía | Guadalajara         |
| Santa María de la Alameda-PeguerinosEl Escorial | Pinar      |       | Mirasierra - Paco de Lucía | Guadalajara         |

| vía   | líneas/destinos                                                 |
| ----- | --------------------------------------------------------------- |
| 1     | Príncipe Pío                                                    |
| 1     | Cercedilla / El Escorial / Santa María de la Alameda-Peguerinos |
| 2     | Alcalá de Henares                                               |
| 2     | Guadalajara                                                     |
| 3     | sin servicio                                                    |
| 5 y 7 | trenes mercantes                                                |

## Otros transportes

### Metro

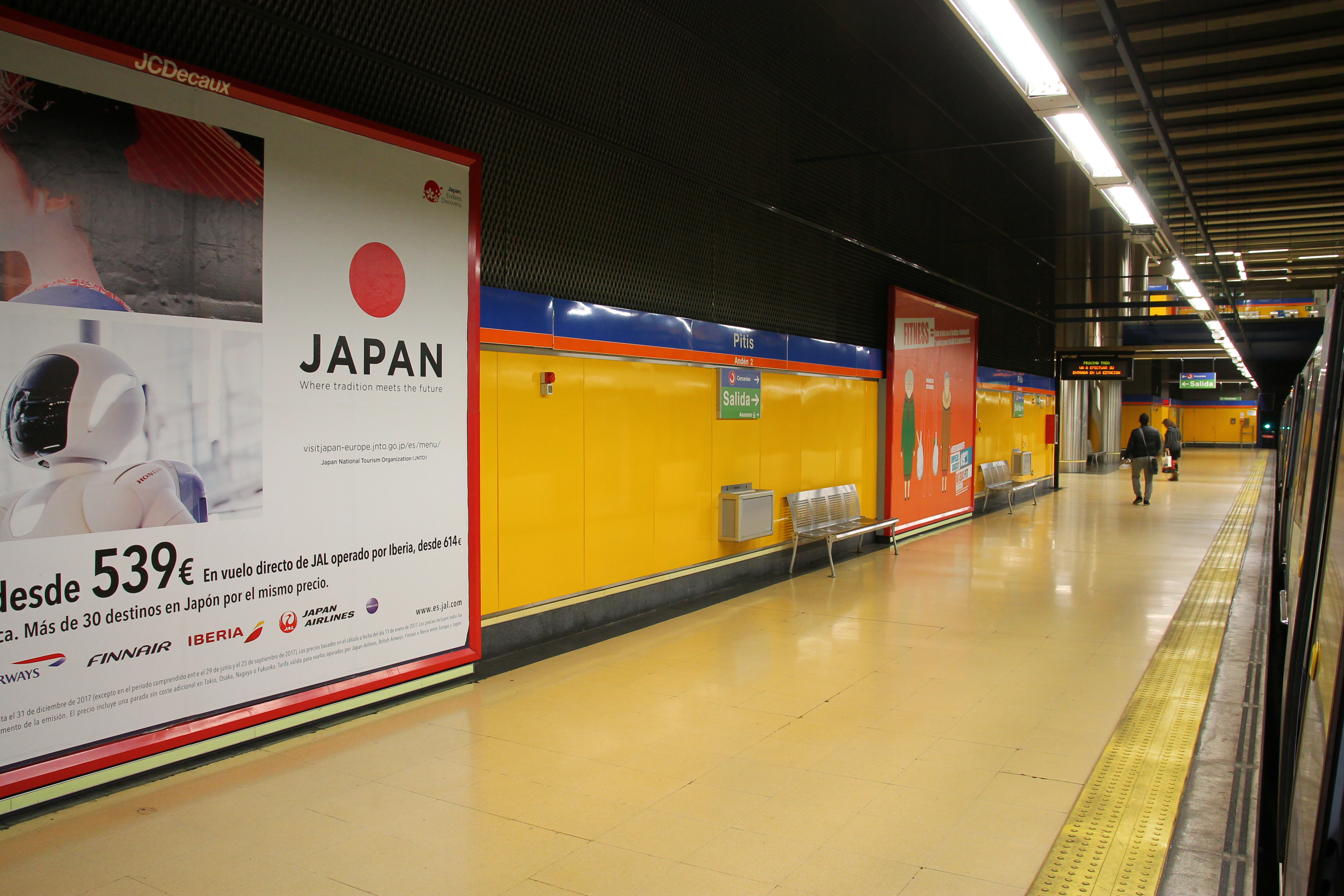
Vista de los andenes de Metro en la estación subterránea de Pitis.

| << cabecera                                                  | < estación   | línea | estación >     | cabecera >>    |
| ------------------------------------------------------------ | ------------ | ----- | -------------- | -------------- |
| Hospital del Henares Cambio de tren en Estadio Metropolitano | Arroyofresno |       | final de línea | final de línea |

### Autobuses
| Diurnos   |                   |                                       |
| Línea     | Destino           | Parada                                |
| 49        | Plaza de Castilla | 4734 ESTACIÓN DE PITIS                |
| 64        | Cuatro Caminos    | 4292 PITIS                            |
| 82        | Moncloa           | 4292 PITIS                            |
| 170       | Arroyo del Fresno | 4703 ESTACIÓN DE PITIS                |
| 170       | Sanchinarro       | 5176 SENDA DEL INFANTE-GLORIA FUERTES |
| Nocturnos |                   |                                       |
| Línea     | Destino           | Parada                                |
| N20       | Cibeles           | 4292 PITIS                            |